# Super Rugby

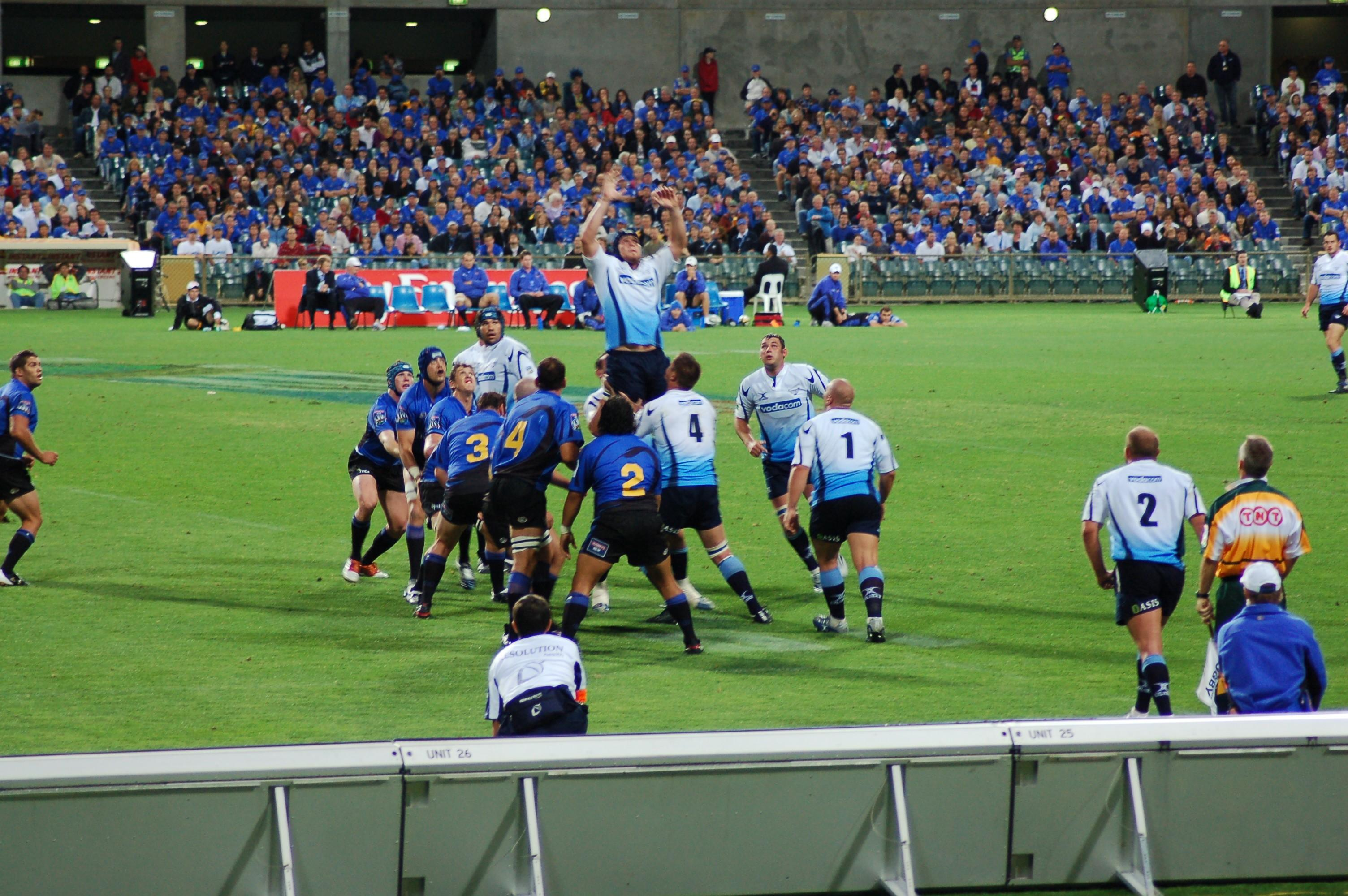
Jogo do Super 14.

O Super Rugby é o maior campeonato de rugby XV do hemisfério sul. É disputado por 15 times, sendo da Austrália (5), Nova Zelândia (4), Argentina (1), Japão (1) e África do Sul (4) organizado pela SANZAR, foi fundado em 1996 e atualmente transmitido para 41 países. O campeonato começa em meados de fevereiro e termina em meados de maio.
Foi fundado a partir da profissionalização da modalidade em 1996 com países onde é extremamente popular e um dos esportes nacionais. Opera no modelo de franquias regionais e tem uma das maiores medias de público de competições esportivas no mundo, sendo que reúne os times mais fortes do mundo.

## Sobre o torneio
O Super Rugby é o principal torneio profissional de rugby union entre clubes ou franquias do mundo, com larga vantagem, conta com a maior assistência de público a nível mundial e conta com franquias da Austrália, da Nova Zelândia e da África do Sul, países que são potencias mundiais, e desde 2016 Argentina e Japão foram adicionados, estes são o Jaguares, baseado em Buenos Aires e o Sunwolves, baseado em Tóquio e mandando alguns jogos em Singapura.
O torneio é uma espécie de Campeonato Hemisférico, contando com representantes das principais forças do Rugby Union no Hemisfério Sul. Em todos os países com times na competição, o Rugby é considerado um dos esportes nacionais. As 15 franquias representam estados ou províncias desses países e estão divididas  da seguinte forma:

### Grupo Oceânico
Conta com as equipes dos países da Oceania.
Conferência Australiana
Conta com os times Australianos da competição, sendo eles: Brumbies, Western Force,  Rebels, Reds e o Waratahs.
Conferência Neozelandesa
Conta com os times baseados na Nova Zelândia, sendo eles: Blues, Chiefs, Crusaders, Highlanders e Hurricanes.

### Grupo Sul Africano
O grupo Sul Africano conta com 8 clubes, sendo em maioria as equipes da África do Sul que são seis, mais duas equipes, uma da Argentina e outra do Japão.
Conferência Africa 1
Conta com três clubes sul-africanos, mais o time estreante japonês Sunwolves, são eles: Bulls, Cheetahs, Stormers, Sunwolves.
Conferência Africa 2
Conta com três clubes sul-africanos, mais o time estreante argentino Jaguares, os times são: Jaguares, Kings, Lions e Sharks

## Times
Os clubes participantes do Super Rugby são baseados no sistema de franquias, cada um representando uma cidade ou área.
| País          | Clube       | Estádio                 | Capacidade | Cidade         |
| ------------- | ----------- | ----------------------- | ---------- | -------------- |
| Austrália     | Brumbies    | Canberra Stadium        | 25,011     | Canberra       |
| Austrália     | Force       | Subiaco Oval            | 42,922     | Perth          |
| Austrália     | Rebels      | AAMI Park               | 29,500     | Melbourne      |
| Austrália     | Reds        | Suncorp Stadium         | 52,500     | Brisbane       |
| Austrália     | Waratahs    | Sydney Football Stadium | 45,500     | Sydney         |
| Nova Zelândia | Blues       | Eden Park               | 45,472     | Auckland       |
| Nova Zelândia | Chiefs      | Waikato Stadium         | 26,350     | Hamilton       |
| Nova Zelândia | Crusaders   | AMI Stadium             | 36,500     | Christchurch   |
| Nova Zelândia | Highlanders | Carisbrook              | 35,000     | Dunedin        |
| Nova Zelândia | Hurricanes  | Westpac Stadium         | 34,500     | Wellington     |
| África do Sul | Bulls       | Loftus Versfeld Stadium | 53,056     | Pretória       |
| África do Sul | Cheetahs    | Free State Stadium      | 48,000     | Bloemfontein   |
| África do Sul | Lions       | Ellis Park Stadium      | 59,611     | Joanesburgo    |
| África do Sul | Sharks      | Kings Park Stadium      | 52,000     | Durban         |
| África do Sul | Stormers    | Newlands Stadium        | 51,100     | Cidade do Cabo |

## Finais
O Super League consta como a Liga de Rugby que passou a ser gerida pela SANZAR em 1996, mas antes disso, ainda no amadorismo, já eram disputados torneios entre agremiações dos três países que podem ser considerados antecessores. A equipe com maior sucesso na competição é a neozelandesa do Crusaders, campeã 8 vezes.
| Temporada     | Campeão     | Placar  | Vice-campeão | Estádio                           | Campeão da temporada regular |
| ------------- | ----------- | ------- | ------------ | --------------------------------- | ---------------------------- |
| 1996 Detalhes | Blues       | 45 - 21 | Sharks       | Eden Park, Auckland               | Reds                         |
| 1997 Detalhes | Blues       | 23 - 7  | Brumbies     | Eden Park, Auckland               | Blues                        |
| 1998 Detalhes | Crusaders   | 20 - 13 | Blues        | Eden Park, Auckland               | Blues                        |
| 1999 Detalhes | Crusaders   | 24 - 19 | Highlanders  |                                   | Reds                         |
| 2000 Detalhes | Crusaders   | 20 - 19 | Brumbies     | Bruce Stadium, Canberra           | Brumbies                     |
| 2001 Detalhes | Brumbies    | 36 - 6  | Sharks       | Bruce Stadium, Canberra           | Brumbies                     |
| 2002 Detalhes | Crusaders   | 31 - 13 | Brumbies     | Jade Stadium, Christchurch        | Crusaders                    |
| 2003 Detalhes | Blues       | 21 - 17 | Crusaders    |                                   | Blues                        |
| 2004 Detalhes | Brumbies    | 47 - 38 | Crusaders    | Canberra Stadium, Canberra        | Brumbies                     |
| 2005 Detalhes | Crusaders   | 35 - 25 | Waratahs     | Jade Stadium, Christchurch        | Crusaders                    |
| 2006 Detalhes | Crusaders   | 19 - 12 | Hurricanes   | Jade Stadium, Christchurch        | Crusaders                    |
| 2007 Detalhes | Bulls       | 20 - 19 | Sharks       | Kings Park Stadium, Durban        | Bulls                        |
| 2008 Detalhes | Crusaders   | 20 - 12 | Waratahs     | AMI Stadium, Christchurch         | Crusaders                    |
| 2009 Detalhes | Bulls       | 61 - 17 | Chiefs       | Loftus Versfeld Stadium, Pretória | Bulls                        |
| 2010 Detalhes | Bulls       | 25 - 17 | Stormers     | Orlando Stadium, Soweto           | Bulls                        |
| 2011 Detalhes | Reds        | 18 - 13 | Crusaders    | Suncorp Stadium, Brisbane         | Reds                         |
| 2012 Detalhes | Chiefs      | 37 - 6  | Sharks       | Waikato Stadium, Hamilton         | Stormers                     |
| 2013 Detalhes | Chiefs      | 27 - 22 | Brumbies     | Waikato Stadium, Hamilton         | Chiefs                       |
| 2014 Detalhes | Waratahs    | 33 - 32 | Crusaders    | Stadium Australia, Sydney         | Waratahs                     |
| 2015 Detalhes | Highlanders | 21 - 14 | Hurricanes   | Westpac Stadium, Wellington       | Hurricanes                   |
| 2016 Detalhes | Hurricanes  | 20 - 3  | Lions        | Westpac Stadium, Wellington       | Hurricanes                   |
| 2017 Detalhes | Lions       | 17 - 25 | Crusaders    | Ellis Park, Joanesburgo           | Crusaders                    |

## Campeões
| Time        | Campeão | Vice |
| ----------- | ------- | ---- |
| Crusaders   | 8       | 3    |
| Blues       | 3       | 1    |
| Bulls       | 3       | -    |
| Brumbies    | 2       | 4    |
| Chiefs      | 2       | 1    |
| Waratahs    | 1       | 2    |
| Hurricanes  | 1       | 2    |
| Highlanders | 1       | 1    |
| Reds        | 1       | -    |
| Sharks      | -       | 4    |
| Stormers    | -       | 1    |
| Lions       | -       | 1    |